# Marcus Lee Hansen
Marcus Lee Hansen (Neenah, 8 dicembre 1892 – Redlands, 11 maggio 1938) è stato uno storico statunitense.

## Biografia
Nato a Neenah, nello stato statunitense del Wisconsin, figlio di immigranti scandinavi ottenne una bachelor dal Central College, una Master of Arts dall'University of Iowa e una PhD dall'università di Harvard. Fu docente di storia (1930–1938) all'University of Illinois at Urbana-Champaign.
Nel 1941 venne premiato con il premio Pulitzer per la storia per una pubblicazione postuma grazie all'intervento di Arthur Schlesinger

## Opere
- Old Fort Snelling, 1819–1858 (1918)
- Welfare Campaigns in Iowa (1920), Welfare Work in Iowa (1921),
- The Immigrant in American History (1940),
- The Mingling of the Canadian and American Peoples (1940)
- The Atlantic Migration, 1607–1860: A History of the Continuing Settlement of the United States